# Eric D. Walrond
Eric Derwent Walrond (18 de dezembro de 1898 - 8 de agosto de 1966) foi um escritor e jornalista afro-caribenho do Harlem Renaissance. Nascido em Georgetown, Guiana Britânica, filho de mãe barbadiana e pai guianense, Walrond viajou muito, mudando-se cedo para viver em Barbados, e depois no Panamá, na cidade de Nova York e, eventualmente, na Inglaterra. Ele fez uma contribuição duradoura para a literatura, sendo seu livro mais famoso Tropic Death, publicado na cidade de Nova York em 1926 quando ele tinha 28 anos; permanece impresso hoje como um clássico de sua época.
Nele estão reunidas 10 histórias, das quais pelo menos uma já havia sido publicada anteriormente em revistas de pequeno porte. Ele havia publicado outros contos antes disso, bem como uma série de ensaios. O estudioso Kenneth Ramchand descreveu o livro de Walrond como uma obra de imaginação "empolgante"; outros descreveram seu trabalho como "impressionista" e "frequentemente telegráfico", refletindo seu uso de frases curtas. O seguinte trecho de seu conto "Sujeição" ilustra seu estilo narrativo mais lírico:
Um corpo esfarrapado, escuro nos pontos indelicados que o expunham, trotou, cambaleou e caiu na ponta de uma clava branca. Forçou um entalhe na terra crocante e endurecida. Uma espiga isolada jazia flácida e suculenta, como uma folha ou flor exausta, meio ligada à árvore de onde brotou. Apenas o leite pegajoso que o inundava era carmesim, carmesim a poeira e a terra.
Grande parte do diálogo entre os personagens de Walrond é escrito em dialeto, usando as muitas línguas diferentes vagamente centradas no idioma inglês para retratar a diversidade de personagens associados à diáspora pan-caribenha.

## Infância e educação
Eric Walrond nasceu em Georgetown, Guiana Britânica, filho de mãe barbadiana e pai guianense. Quando Eric tinha oito anos, seu pai o deixou e ele se mudou com sua mãe, Ruth, para morar com parentes em Barbados, onde frequentou a St. Stephen's Boys' School, antes de se mudar para o Panamá na época em que o Canal do Panamá estava sendo construído. Aqui Walrond completou sua educação escolar e tornou-se fluente em espanhol e inglês. Após o treinamento como secretário e estenógrafo, ele foi contratado como escriturário no Departamento de Saúde da Comissão do Canal em Cristóbal e como repórter do jornal panamenho Star-Herald . Em 1918 mudou-se para Nova York, onde frequentou a Columbia University e foi ensinado por Dorothy Scarborough. Ele era um membro da fraternidade Alpha Phi Alpha.

## Escritor do Renascimento do Harlem
Em Nova York, Walrond trabalhou inicialmente como secretário de hospital, porteiro e estenógrafo. Seu esboço utópico de uma África unida, "A Senator's Memoirs" (1921), ganhou um prêmio patrocinado por Marcus Garvey. De 1921 a 1923, Walrond foi editor e coproprietário de um semanário afro-americano chamado Brooklyn and Long Island Informer. Ele foi então contratado como editor associado (1923–25) do Negro World, o jornal da Universal Negro Improvement Association (UNIA) de Garvey. Posteriormente, ele se tornou um protegido do diretor da National Urban League, Charles S. Johnson . Entre 1925 e 1927, ele foi colaborador e gerente de negócios da revista Opportunity da Urban League, fundada em 1923 para ajudar a destacar os contribuidores afro-americanos para as artes e a política da década de 1920. Ele também contribuiu para The Smart Set, The New Republic e Vanity Fair e Negro World . Eric Derwent Walrond publicou seu primeiro conto chamado "The Palm Porch", este poema descreve um bordel na zona do canal, onde ocorre uma conspiração impiedosa para assumir o controle da terra.  Seus contos incluem "On Being Black" (1922), "On Being a Domestic" (1923), "Miss Kenny's Marriage" (1923), "The Stone Rebounds" (1923), "Vignettes of the Dusk" (1924)., "The Black City" (1924) e "City Love" (1927) - o ano em que Duke Ellington iniciou sua carreira em Nova York e os Harlem Globetrotters foram fundados. Em dois anos consecutivos (1928 e 1929), Walrond foi premiado com o Guggenheim Fellowship for Fiction.

## Vida na Inglaterra

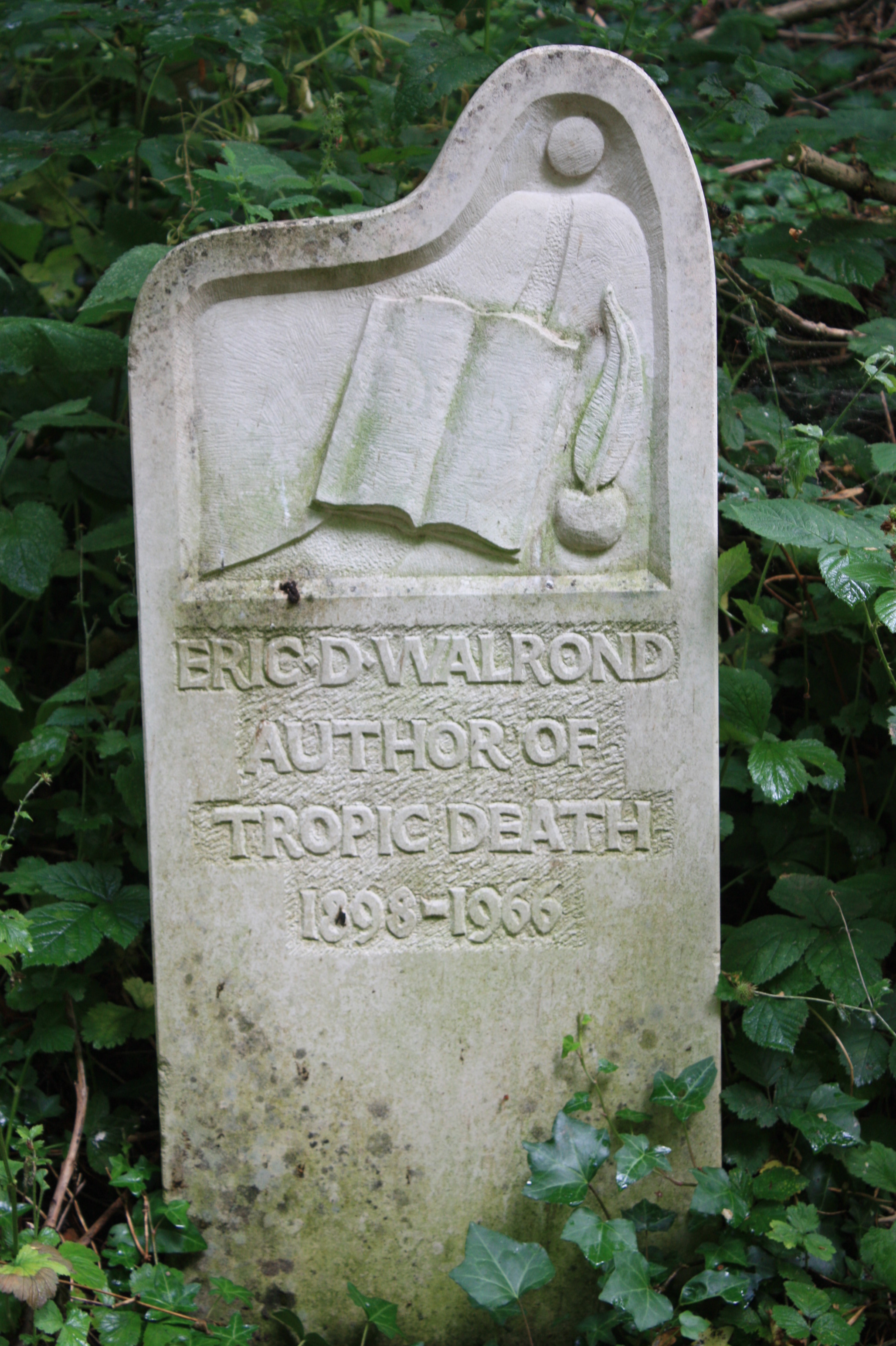
O túmulo de Eric D Walrond, Abney Park Cemetery, Londres

Depois de uma década na América, Walrond partiu para a Inglaterra, onde conheceu escritores e artistas ingleses durante a década de 1930, incluindo Winifred Holtby . Mais tarde na vida, ele continuou a empregar suas habilidades editoriais de tempos em tempos, enquanto trabalhava como contador. Ele viveu de 1939 a 1952 em 9 Ivy Terrace Bradford em Avon, Wiltshire, enquanto trabalhava na fábrica de borracha Avon em Melksham . No entanto, em 1952 ele se internou em um hospital psiquiátrico, o Roundway Hospital em Devizes, e lá permaneceu até 1957. Depois de deixar o hospital, ele se envolveu em uma produção teatral no Royal Court Theatre de Londres após os distúrbios raciais de Notting Hill em 1958. No Royal Court Theatre, Walrond produz uma obra literária em "Masks of Arcady". Robert Bone, estudioso da literatura americana e professor de inglês na Universidade de Columbia, dá detalhes dessa produção em seu CLA Journal .
Em 8 de agosto de 1966, aos 67 anos, ele desmaiou em uma rua no centro de Londres e foi declarado morto ao chegar ao Hospital St. Bartholomew. Após uma autópsia, ele foi enterrado no Abney Park Cemetery, Stoke Newington, em 17 de setembro. Seu túmulo está na beira de um caminho na seção sul.
Após sua morte, que ocorreu enquanto ele vivia em situação de pobreza, seus primeiros trabalhos literários tiveram maior reconhecimento, como refletido em Winds Can Wake up the Dead... e The Penguin Book of Caribbean Short Stories, ambos publicados na década de 1990, In Search of Asylum, que apareceu em 2011, e na biografia de James Davis em 2015. Na época, porém, sua morte parece ter passado relativamente despercebida, embora Arna Bontemps tenha escrito sobre sua morte, de um quinto ataque cardíaco, em uma carta a Langston Hughes, datada de 1º de setembro de 1966. O conhecido poema "Incidente" de Countee Cullen é dedicado a Walrond.